# Thang điểm ACR
Thang điểm ACR là thang điểm để đo lường sự thay đổi của các triệu chứng viêm khớp dạng thấp. Thang điểm đặt theo tên của American College of Rheumatology (Đại học khoa Thấp khớp Hoa Kỳ). Điểm ACR thường được sử dụng trong thử nghiệm lâm sàng hơn là trong thăm khám.
ACR20, ACR50, ACR70 là các phiên bản khác nhau của thang điểm ACR. ACR20 ban đầu được đề xuất với tính điểm ACR, đo lường mức cải thiện 20% trên thang điểm 28 khoảng. ACR50 và ACR70 sau đó đã được đề xuất, tương ứng với các cải tiến 50% và 70%.
Thang điểm mức độ nghiêm trọng của bệnh viêm khớp dạng thấp (Rheumatoid Arthritis Severity Scale, RASS) dựa trên các phần của hệ thống tính điểm ACR.
Tiêu chí phân loại viêm khớp dạng thấp ACR/EULAR 2010 trong đó có tiêu chí xét nghiệm anti CCP để tập trung vào triệu chứng sớm và các đặc điểm có liên quan đến bệnh viêm khớp mạn.